# Zatch Bell! Mamodo Battles
Zatch Bell! Mamodo Battles känd som Konjiki no Gash Bell!! Yuujou Tag Battle 2!! i Japan, är ett datorspel som släpptes 2005 av Bandai. Baserat på Zatch Bell! anime-serien, det är ett 3D-fightingspel.

## Handling
Varje tusen år kommer hundra mamodo ner på jorden för att bekämpa det ultimata slaget. Den vinnande mamodo blir den mäktiga kungen i mamodo-världen. Det finns bara ett problem - för att mamodo ska kunna använda sina kraftfulla magiska formeler behöver de en mänsklig partner.